# Ateuchus floridensis
Ateuchus floridensis là một loài bọ cánh cứng trong họ Bọ hung (Scarabaeidae).